# 四刺鋸棘單棘魨
四刺鋸棘單棘魨，為輻鰭魚綱魨形目鱗魨亞目單棘魨科的其中一種，為亞熱帶海水魚，分布於東印度洋澳洲南部海域，棲息深度135-165公尺，體長可達40公分，棲息在大陸棚，生活習性不明。

## 扩展阅读
維基物種上的相關：四刺鋸棘單棘魨